# إريك وايت
إريك وايت (بالإنجليزية: Erik White)‏ هو لاعب كرة قدم أمريكية ولاعب كرة القدم الكندية أمريكي، ولد في 12 سبتمبر 1970 في كانتون في الولايات المتحدة.

## وصلات خارجية
- إريك وايت على موقع JustSportsStats.com (الإنجليزية)
- إريك وايت على موقع كلية كرة القدم في سبورتس رفرنس.كوم (الإنجليزية)